# Lac Preissac
Lac Preissac är en sjö i Kanada.   Den ligger i regionen Abitibi-Témiscamingue och provinsen Québec, i den sydöstra delen av landet, 400 km nordväst om huvudstaden Ottawa. Lac Preissac ligger 290 meter över havet.
Runt Lac Preissac är det mycket glesbefolkat, med 5 invånare per kvadratkilometer.